# Lillsjön (Vännäs socken, Västerbotten, 711071-169356)
Lillsjön är en sjö i Vännäs kommun i Västerbotten och ingår i Umeälvens huvudavrinningsområde. Sjön har en area på 0,15 kvadratkilometer och ligger 174,1 meter över havet. Sjön avvattnas av vattendraget Lillsjöbäcken. Vid provfiske har abborre, gers, gädda och mört fångats i sjön.

## Delavrinningsområde
Lillsjön ingår i det delavrinningsområde (711033-169458) som SMHI kallar för Mynnar i Gullbäcken. Medelhöjden är 194 meter över havet och ytan är 12,28 kvadratkilometer. Det finns inga avrinningsområden uppströms utan avrinningsområdet är högsta punkten. Lillsjöbäcken som avvattnar avrinningsområdet har biflödesordning 4, vilket innebär att vattnet flödar genom totalt 4 vattendrag innan det når havet efter 52 kilometer. Avrinningsområdet består mestadels av skog (71 procent). Avrinningsområdet har 0,15 kvadratkilometer vattenytor vilket ger det en sjöprocent på 1,2 procent.